# Mycetophila lativitta
Mycetophila lativitta är en tvåvingeart som beskrevs av Freeman 1951. Mycetophila lativitta ingår i släktet Mycetophila och familjen svampmyggor. Inga underarter finns listade i Catalogue of Life.